# Frederik Emanuel Ramus
Frederik Emanuel Ramus, född den 24 maj 1823 i Köpenhamn, död där den 11 september 1874, var en dansk ämbetsman.
Ramus blev 1840 student från Randers skola, 1847 juridisk kandidat, samma år volontär i General-Toldkammer- og Kommercekollegiet, 1851 kanslist i Finansministeriets expeditionssekretariat, 1852 fullmäktig där, 1855 sekreterare hos finansministern, 1857 chef för nämnda sekretariat, utnämndes 1863 till generaltulldirektör och 1865 till generaldirektör för skatteväsendet, en post med vilken han från 1873 till sin död förenade ledningen av den statistiska byrån. Dessutom fungerade han i ett års tid, 1851–1852, som sekreterare i Folketinget och var 1861 finansiell tillförordnad i den holsteinske ständerförsamling. År 1855 blev han kammarjunkare, 1866 kammarherre och 1873 kommendör av Dannebrogsorden. Georg Kringelbach skriver i Dansk biografisk Lexikon att han hade ett gott huvud och var en flitig man, med levande intresse för sin ämbetsgärning, en varm patriot och en human överordnad med omfattande kännedom om den stora stab av ämbetsmän, som sorterade under honom, men han var ingen initiativets man och hade dessutom ord om sig att vara dels väl benägen att fördjupa sig i detaljer, dels något för ängslig, när han skulle träffa principiella beslut.